# Montreal Montagnards
Montreal Montagnards je bil zgodnji amaterski hokejski klub iz Montreala. Ustanovljen je bil v zgodnjih 1900. letih.  Znan je bil kot eden prvih hokejskih klubov, v katerih so igrali frankofonski igralci, saj so amaterske hokejske zveze pred tem dominirali anglofoni. 

## Zgodovina
Klub je bil ustanovljen okoli 1900. Od 1900 do 1902 je bil vmesno moštvo lige CAHL.
Montagnardsi so bili od 1904 do 1907 člani lige FAHL, ki je bila vzpostavljena kot veliki konkurent ligi CAHL. V prvih dveh sezonah je bil neuspešen. V sezoni 1906/07 pa so vodili ligo FAHL. Toda ko je Cornwall v moštvu uporabil dva profesionalna igralca, so protestirali. Spor se ni obrnil njim v prid, tako so Montagnardsi iz lige izstopili, da bi zavarovali svoj amaterski status. Po koncu sezone je FAHL postala profesionalna liga, Montagnardsi pa so nadaljevali kot amatersko moštvo. Igrali so v različnih ligah v Quebecu, med drugim tudi v ligi Montreal City Senior Hockey League. 

## Vidnejši igralci
- Ed Millaire - kasneje član Montreal Canadiens